# 堅川
堅川（たてかわ）は、岡山県浅口市を流れる河川。里見川水系里見川の支流である。

## 地理
岡山県浅口市の海岸付近に源を発し北に流れ、浅口市鴨方町六条院東で里見川に合流する。